# Adolf Krössing

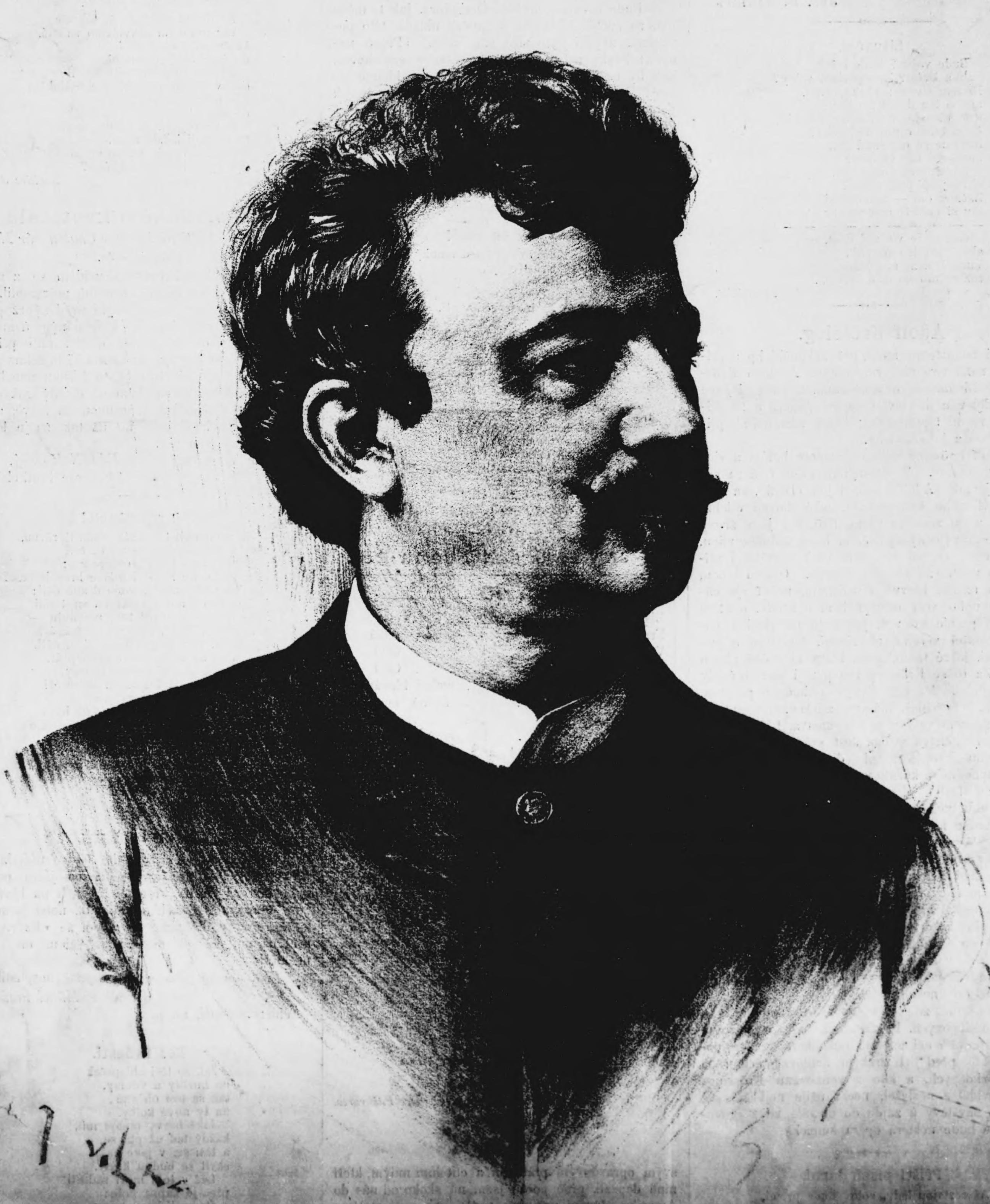
Adolf Krössing

Adolf Krössing (* 5. Januar 1848 in Prag; † 20. Januar 1933 ebenda) war ein österreichischer Opernsänger (Tenorbuffo).

## Leben und Wirken
Nach dem Schulbesuch nahm Krössing eine Gesangsausbildung auf und wirkte als Tenorbuffo am Nationaltheater in Prag. Er war im Laufe seiner Karriere an mehreren Uraufführungen beteiligt. So sang er in zwei Uraufführungen von Opern von Bedřich Smetana („Das Geheimnis“ (1878) und „Die Teufelsmauer“ (1882)).